# Pont Montcalm
Le pont Montcalm doit son nom à Louis-Joseph de Montcalm. Son nom a été officialisé par la Commission de toponymie du Québec le 6 octobre 1983.
Il est situé au-dessus de la rivière Magog, sur la rue King Ouest (route 112), à Sherbrooke. Le pont Montcalm voit défiler environ 26 000 véhicules par jour.

## Histoire
Le pont Montcalm a fait l'objet de plusieurs reconstructions.
Construit la première fois en 1835 par la British American Land Company, il a été reconstruit et agrandi en 1871, puis réparé en 1891.
En 1910, on le rebâtit en fer et en 1920, il fut rebâti en acier.
En 1957, il a été reconstruit à neuf.
Pour la dernière reconstruction, la structure fut refaite au complet. On ajouta à cette version une piste cyclable et un trottoir qui sont séparés des voies de circulation par un muret de protection. La reconstruction a débuté en mars 2010 et s'est terminée en novembre de la même année. On anticipe une durée de vie utile de 75 ans pour ce nouveau pont.
En août 2021, un incendie est déclenché sous le pont Montcalm, ce qui détruit une partie de la structure ainsi que plusieurs câbles de télécommunications. Dans la foulée, plus de 2 000 foyers sont coupés d'Internet et leur téléphone fixe n'est plus reliée au réseau,. À la fin août, des ouvriers spécialisés poursuivent les travaux de réparations.